# Brachylophosaurus canadensis

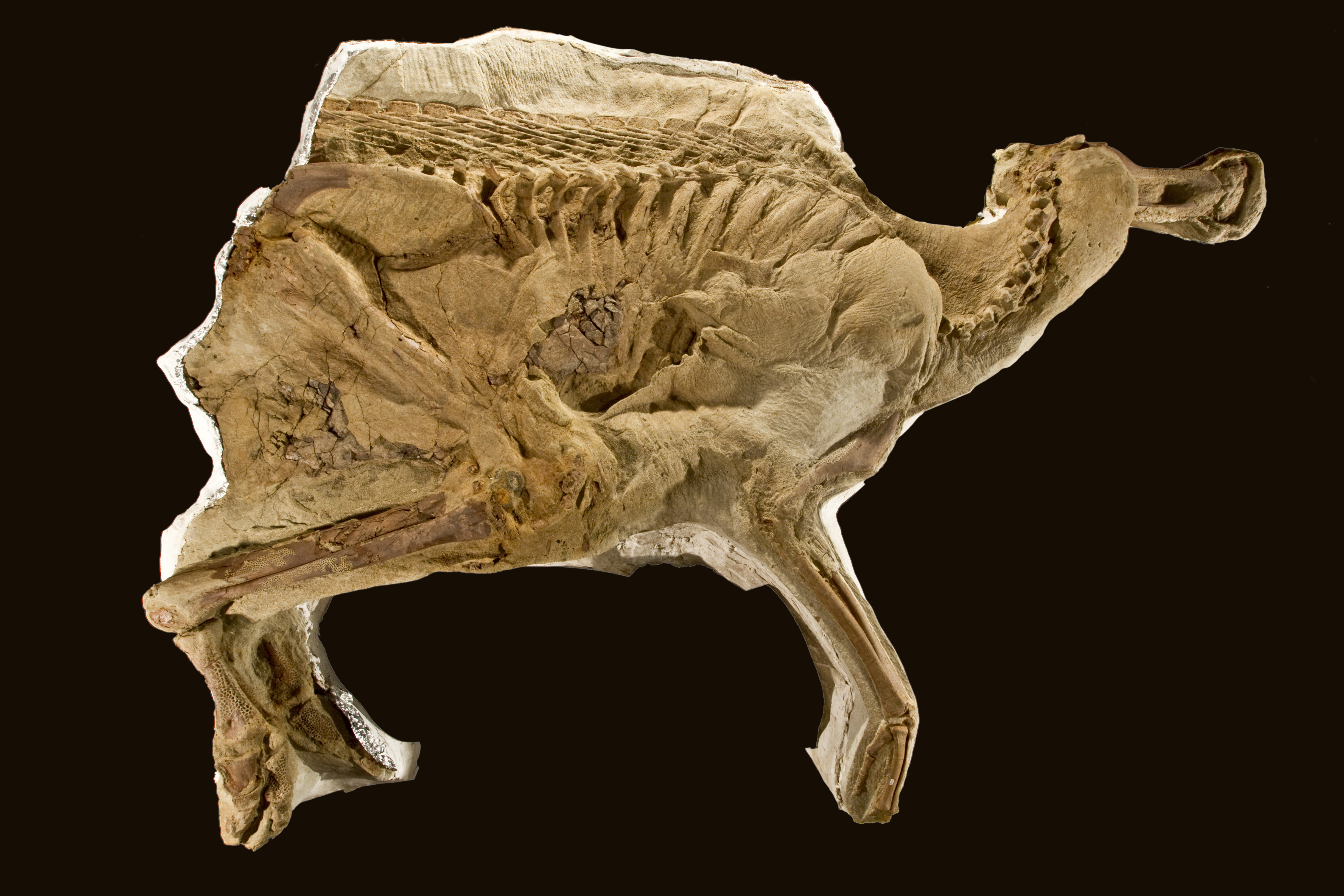
Fossile di Brachylophosaurus rinvenuto con il corpo parzialmente mummificato

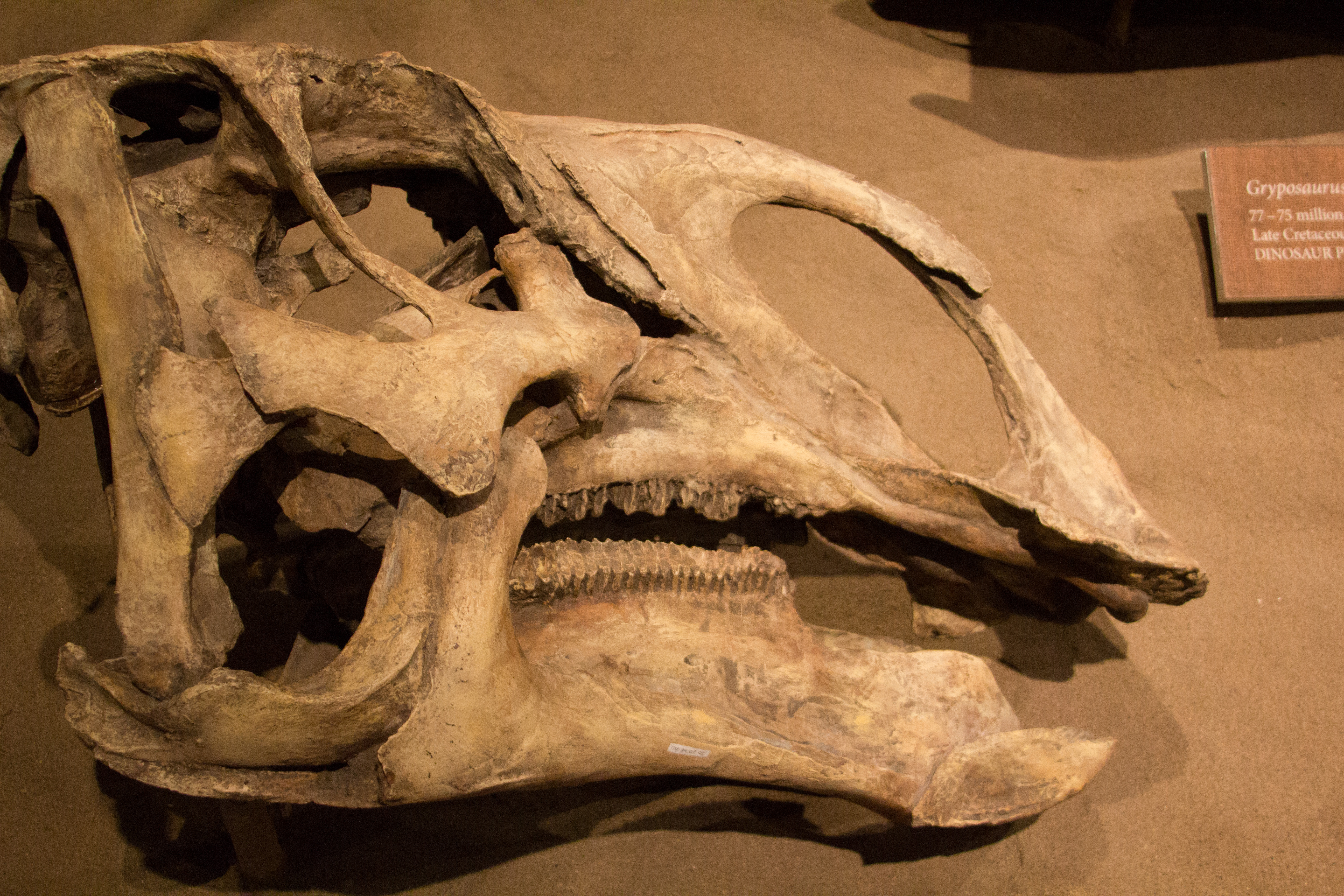
Cranio

Il brachilofosauro (Brachylophosaurus canadensis Sternberg, 1953) era un dinosauro ornitopode della famiglia Hadrosauridae. Visse in Nord America durante il Cretaceo superiore (dal Santoniano al Campaniano).
Era un grosso animale erbivoro dall'andatura semibipede, caratterizzato da un cranio dotato di un rigonfiamento delle ossa nasali, con ogni probabilità usato per produrre suoni. 

## Descrizione
Il becco d'anatra è privo di denti, seguito da un centinaio di piccoli denti a crescita continua. Possedeva una piccola cresta o corno sulla testa. Per stabilire la gerarchia molto probabilmente si prendevano a spintoni con il naso.

## Un minuscolo corno sul capo
Un'altra caratteristica di questo dinosauro era la presenza, sulla cima del capo, di un piccolissimo corno piatto rivolto all'indietro non utilizzabile per amplificare i suoni quindi usato come riconoscimento intraspecifico. Lungo circa 8-9 metri, il brachilofosauro (il cui nome significa “lucertola dalla cresta corta”) vagava in mandrie nelle pianure dell'Alberta e del Montana. È probabile che i suoi più stretti parenti fossero gli adrosauri Maiasaura e Gryposaurus. Nel 1988 è stata descritta un'altra specie di questo animale, B. goodwini, ma forse i resti appartengono alla forma già nota.